# Herbert J. Freudenberger
Herbert J. Freudenberger, né à Francfort le 26 novembre 1926 et décédé à New York 29 novembre 1999, est un psychologue et psychothérapeute américain. Il est l'un des premiers à décrire les symptômes de l'épuisement professionnel et à mener une étude complète sur le syndrome d'épuisement professionnel.

## Biographie
En 1980, il publie un livre, intitulé "L'épuisement professionnel : La brûlure interne". Cet ouvrage traitant de l'épuisement professionnel, est devenu une référence pour tous ceux qui s'intéressent à ce phénomène. Dans son ouvrage, Freudenberger, a expliqué le terme de "Burn out", soit la "brûlure interne" en français.  "En tant que psychanalyste et praticien, je me suis rendu compte que les gens sont parfois victimes d'incendie, tout comme les immeubles. Sous la tension produite par la vie dans notre monde complexe, leurs ressources internes en viennent à se consommer comme sous l'action des flammes, ne laissant qu'un vide immense à l'intérieur, même si l'enveloppe externe semble plus ou moins intacte", explique-t-il dans la page 3 de son ouvrage. 